# 486958 Аррокот
486958 Аррокот (раніше відомий як Ultima Thule, а його тимчасове позначення — 2014 MU69) — це далекий об'єкт у поясі Койпера, орбіта якого пролягає за орбітою Нептуна. Він став найвіддаленішим космічним тілом, яке коли-небудь досліджували зблизька. 1 січня 2019 року міжпланетна станція New Horizons НАСА пролетіла повз нього та зробила детальні знімки. Аррокот має незвичну форму — він складається з двох небесних тіл, що з'єдналися між собою. Його загальна довжина — приблизно 36 км: одна частина має діаметр 21 км, а інша — 15 км. Його орбіта стабільна та майже не змінювалася з моменту його утворення. Це дозволяє віднести його до так званих «холодних класичних об'єктів поясу Койпера», які збереглися у своєму первісному стані з давніх часів.
Аррокот відкрили 26 червня 2014 року астроном Марк Буї та його команда, яка шукала потенційні цілі для міжпланетної станції New Horizons. Для цього використовували космічний телескоп Габбл, адже потрібен був об'єкт у поясі Койпера, повз який зонд зміг би пролетіти після вивчення Плутона. Серед кількох можливих варіантів Аррокот став головною ціллю місії, випередивши два інші кандидати — 2014 OS393 і 2014 PN70.

## Параметри
За уточненими даними, Аррокот є контактно-подвійним небесним тілом: він має гантелеподібну форму завдовжки приблизно 31 км, діаметром більшої сфери 20 км і діаметром меншої сфери 14 км і орбітальний період трохи більше 298 років. Є класичним об'єктом поясу Койпера. Обертається майже круговою, близькою до площини екліптики орбітою на відстані приблизно 44 а. о. від Сонця.

## Відкриття
Аррокот було відкрито за допомогою космічного телескопа «Габбл» під час розпочатих у 2014 році пошуків об'єктів поясу Койпера, повз які міг би пролетіти зонд New Horizons. Найперші відомості про Аррокот було отримано під час підготовчих спостережень 26 червня 2014 р. Відкриття потребувало використання телескопа Габбла, оскільки об'єкт із такою видимою зоряною величиною — 26,8 — надто тьмяний для спостережень із наземних телескопів. Про існування астероїда НАСА повідомило в жовтні 2014 року.

## Назва
Після виявлення астероїда телескопом «Габбл» йому надали тимчасове позначення 1110113Y. У команді, що працює з апаратом New Horizons, цей об'єкт мав позначення PT1 (англ. potential target 1 — «потенційна ціль № 1»). У той час астероїд не мав порядкового номера в каталозі малих планет, оскільки його орбіта ще не була визначена з достатньою точністю.
Це відкриття стало фактично порятунком для розширеної частини місії апарата New Horizons. На момент запуску апарата не було відомо об'єктів, які апарат міг би відвідати після прольоту Плутона. Пошук таких об'єктів здійснювався вже під час польоту. На початку 2015 року Аррокот був єдиним виявленим об'єктом, до якого космічний зонд New Horizons гарантовано міг дістатися (з урахуванням можливих похибок). Імовірність досяжності для трохи більшого кандидата 2014 PN70 (інші назви — PT3, G12000JZ) оцінювалася в 100 %, а для 2014 OS393 (PT2, E31007AI) оцінка становила лише 7 % (і останній уже не розглядався як можлива ціль). Однак відвідування будь-якого з цих двох об'єктів потребувало б удвічі більшої зміни швидкості зонда (і, відповідно, більшої витрати пального), ніж для Аррокота. Раніше, наприкінці 2014 року, зі списку потенційних цілей виключили об'єкт 2014 MT69 (PT7). На червень 2015 року лише 2014 PN70 (PT3) ще розглядався як потенційна ціль, а в серпні 2015 року остаточний вибір додаткової цілі був зроблено на користь Аррокота (тоді він ще називався 2014 MU69). Для досягнення Аррокота наприкінці жовтня й на початку листопада 2015 року було зроблено чотири корекції траєкторії New Horizons.
За правилами Міжнародного астрономічного союзу, після прольоту апарата New Horizons поблизу астероїда команда місії мала запропонувати назву для нього. За результатами конкурсу, оголошеного НАСА, попередньо було обрано назву Ultima Thule. Однак 12 листопада 2019 р. астероїд (486958) 2014 MU69 назвали Аррокот (англ. Arrokoth).

## Галерея

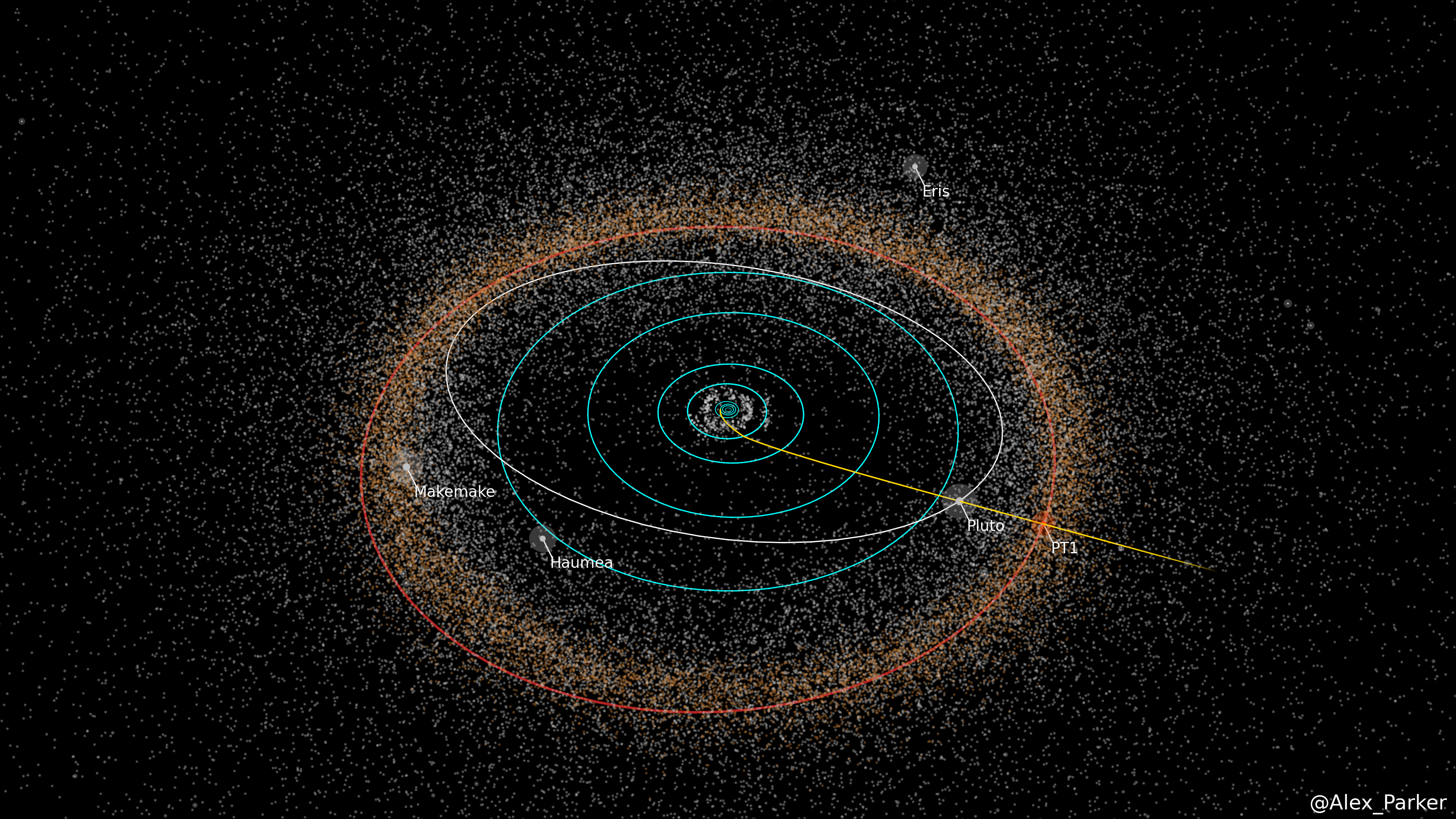
Орбіта Аррокота та траєкторія зонда New Horizons
Анімоване зображення Аррокота, що рухається на тлі зір (складене зі знімків космічного телескопа «Габбл»)
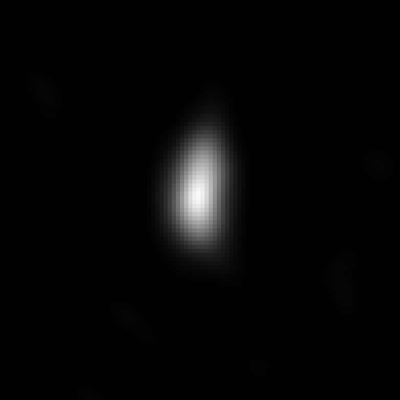
Зображення, отримане New Horizons 30 грудня 2018 року
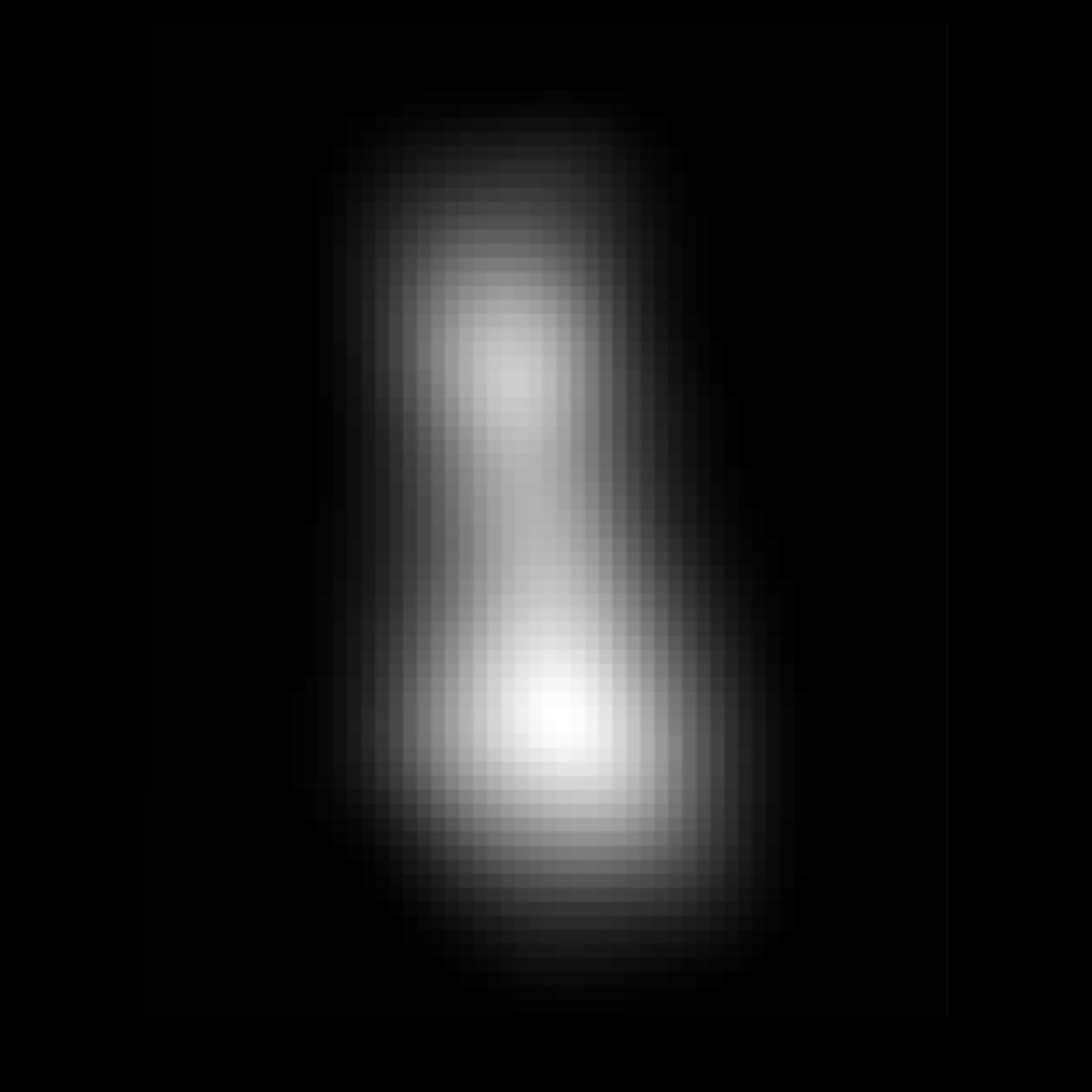
Зображення Аррокота, сформоване 31 грудня 2018 року
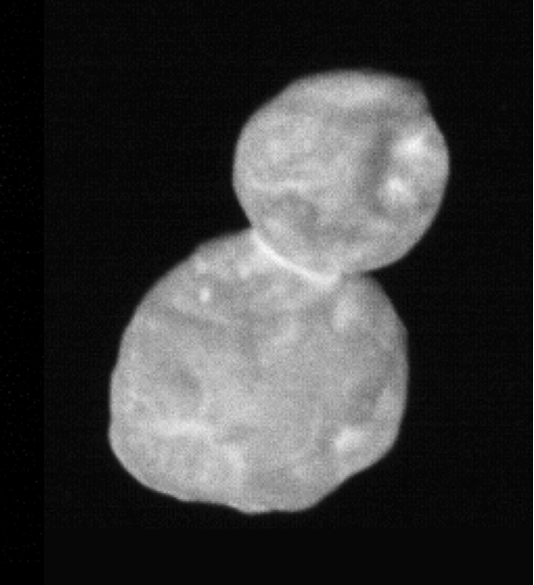
30 хвилин до максимального наближення — 28 000 км
Зображення демонструє топографію поверхні з розрізненням 300 на 140 м/пікс.
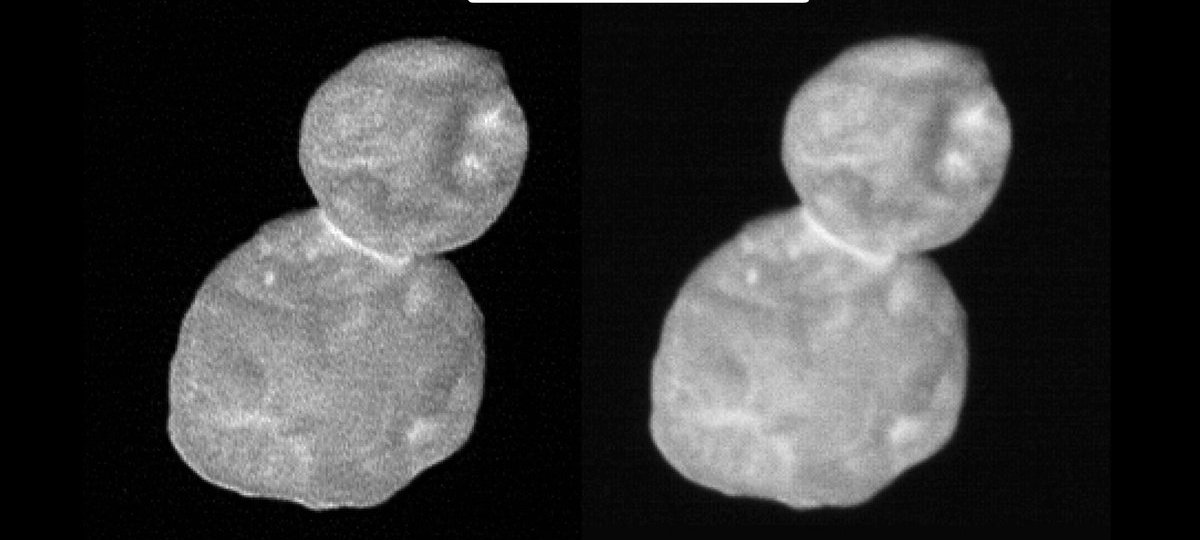
Оброблене зображення Аррокота за 30 хв до максимального наближення — 28 000 км
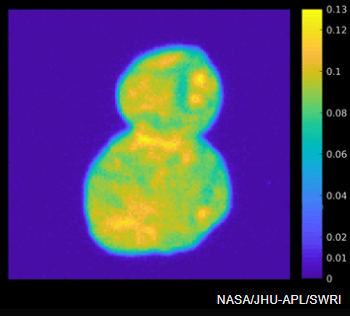
Зміни відбивної здатності Аррокота.